# صانع القهوة
يُعَبر عن ماكينة القهوة بأنها وعاء أو جهاز يقدم فيه القهوة.

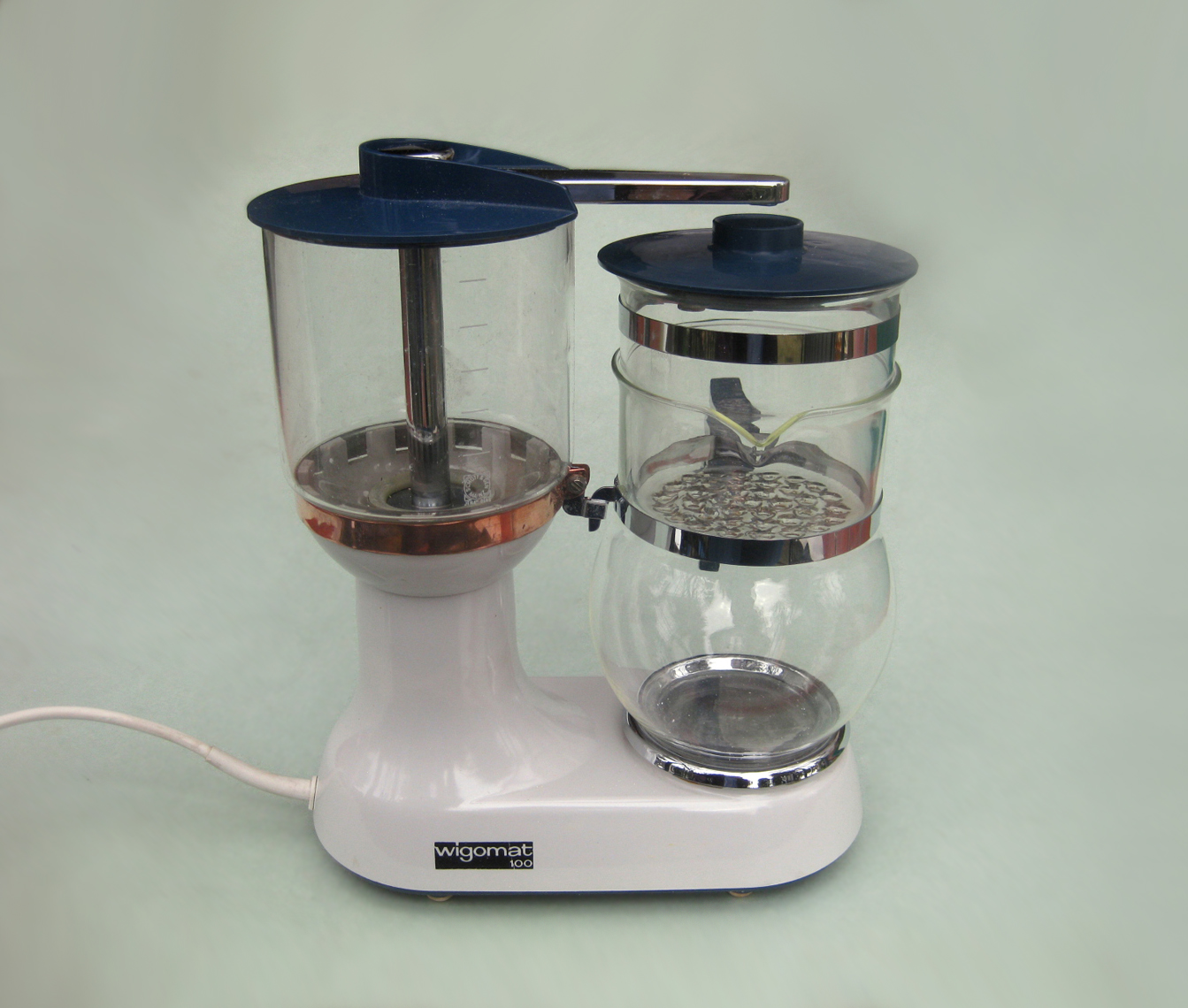
ظهرت في اواخر الخمسينيات. وتعد من اوائل الآلات القهوة الكهربائية المفلترة.

## علم الاشتقاق
يُشير اسم (صانع القهوة أو صانعة القهوة) إلى الشخص الذي صنع القهوة وشربها. تعود أصل مفردة (صانع القهوة) إلى قاموس الاشتقاق لبلوخ ورتبورق Bloch-Wartburg منذ عام 1685 م وعلى إثر ذلك أطلق على صانعة القهوة بالإبريق الذي يحتوي على القهوة المعتقة. اضافت الاكاديمية الفرنسية في عام 1762م عبارة (يقال له صاحب العصير)، وهذا لا يوضح إذا كان الإبريق أو المرأة التي تقدم القهوة هي صاحبة المقهى.
أكدت مقوله (chamfort)كامفورت على أن هذه الكلمة موجودة منذ القرن الثامن عشر حيث اثبت لنا اسقفًا قديما أن لويس الخامس والعشرين رغب بالحصول على واحدةٍ من (آلات التقطير)، وقد غضب عندما لاحظ صانع القهوة يرتدي لباس نسائي.

## تاريخ

### تحضير القهوة عن طريق التسخين أو التقطير
قبل اختراع آلة التقطير، أُعدت القهوة المقطرة (كما في وقتنا الحالي مع مكبس ماكينة القهوة)، أو في التسخين (كما في وقتنا الحالي مع القهوة التركية). أُحضر فنجان قهوة فائق الجودة بالماء (ووضع فيه قرابة 3 ملاعق من القهوة لكل 300 مل لتر من الماء) وتترك القهوة لتَغلي في الإبريق على النار، تضاف غابًا التوابل لمسوق القهوة ولا سيما الهيل. ظهرت أول آلات القهوة المعروفة باسم جبانا (jebena) في إثيوبيا. وفي وقت لاحق استخدام سموفار (samovars) وهو عبارة عن أكياس صغيرة مجهزة من القماش لوضع القهوة فيها.

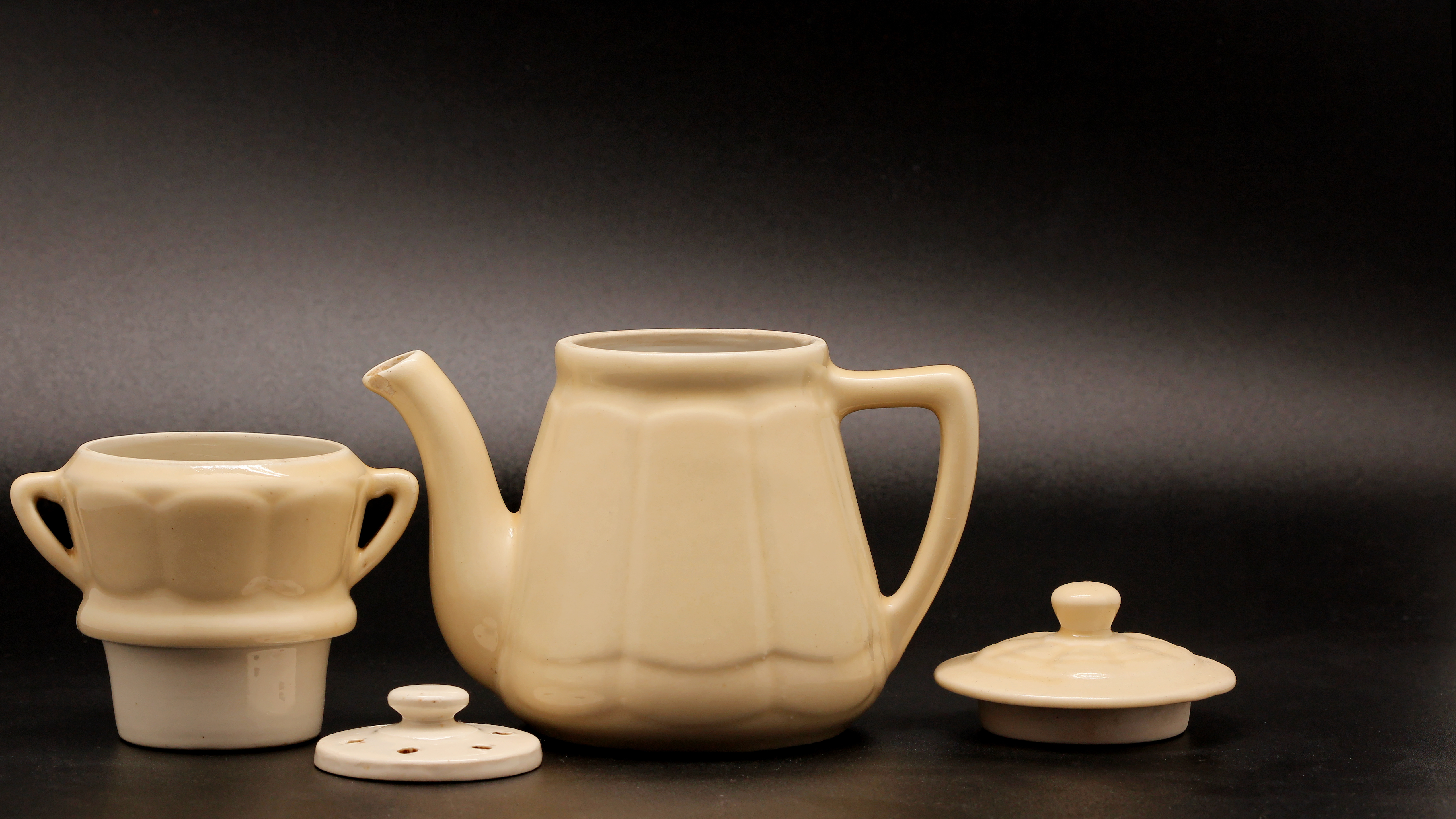
آلة تخمير القهوة.

### أول ماكينة قهوة بالتقطير
اخترع أول نظام تقطير في ماكينة القهوة عام 1800م من قبل جان باتيست دي بيلوي (Jean-Baptiste de Belloy) رئيس أساقفة باريس (ويسمى أيضا le dubelloire أو la débelloire). تتكون ماكينة القهوة من وعائيين مكدسين، وتفصل بينهما في الوسط مقصورة يتم فيها وضع القهوة ويصب الماء المغلي في الجزء العلوي من ماكينة القهوة وتنزل القهوة ببطء وتدخل في الإبريق السفلي. وبالتالي لا تعمل على ضخ المزيد من القهوة. فضل الشهير بريلات سفارين Brillat-Savarin)) حاسية التذوق مع الآخرين منذ عام 1825م. «قضِيَت سنوات في جمع الأفكار وتحديد أفضل طريقة لصنع القهوة، والتي جاءت بأن رئيس الحكومة أخذ الكثير منها، وقد اقترح القيام بذلك دون حرق القهوة ولا طحنها وغلي القهوة مدة 5 دقائق وتخميرها ثم تشربها باردة، وهكذا، لقد اختبرت في الوقت المناسب كل هذه الأساليب وتلك التي اقترحت حتى الآن، وحددتُ مع العلم بالحقائق وبالتالي يدعونها Dubelloy، والتي تتكون من صب الماء المغلي على القهوة في ابريق من خزف أو فضة لكي تنزل من خلال ثقوب صغيرة جدا. نأخذ اولا هذا المسخن ونقوم بتسخينه حتى الغليان، ونقوم به مرة أخرى، لكي تصبح لدينا قهوة واضحة وجيدة قدر الإمكان.»
-	حاسيه التذوق لدى بريلات سفارين

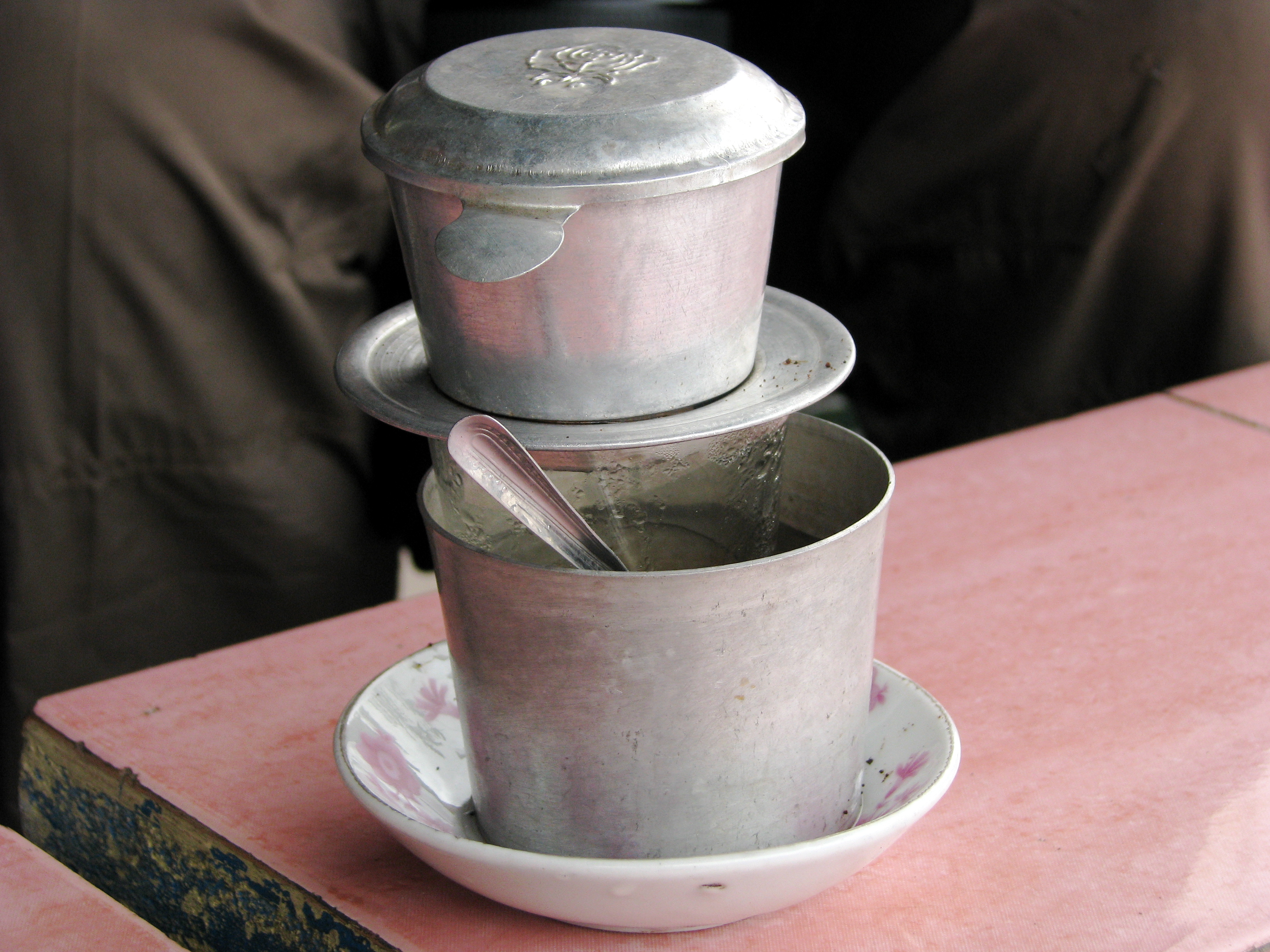
الطريقة الفتنامية في تخمير القهوة

على النقيض من ذلك، لم تعجبه اختبارات ضغط القهوة في وقتها. وقد حاول أن يصنع القهوة باستخدام غلاية ذات ضغط عالٍ، ولكن انتهى بي المطاف بصنع القهوة المقطرة عدة مرات، وامتع اللحظات عندما يسمع صوت تكسر المسحوق في الفم.
-	حاسيه التذوق لدى بريلات سفارين
تتمتع ماكينة القهوة الفرنسية بشعبية كبيرة في أوائل القرن التاسع عشر. وتتميز بعض آلات القهوة بكونها الات من فئة Karlsbad أو Bohemian، وبالإضافة إلى ماكينة القهوة المفلترة تسمى بغلاية Potsdam أو بيضة روسية. وقريبا ستظهر الات أخرى تستخدم البخار الماء لتحضير مسحوق القهوة.

### ارتقى[2]ماكينة القهوة

#### اختراع

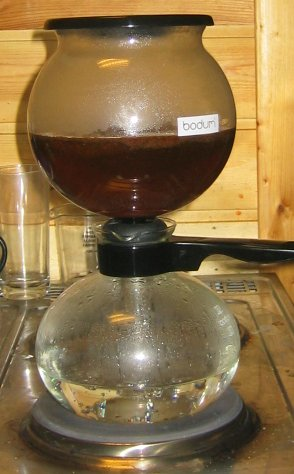
ماكينة قهوة ذات علامة تجارية"بودوم"

انعكاس تدهور آلة القهوة في عام 1825م (وسميت أيضا ماكينة القهوة السيفون أو ماكينة القهوة الكونا)، وتتألف من جزئيين الزجاجيين مركبة ومثبتة على الدعم. وتعمل على مبدأ التوسع وتقلص بخار الماء. الجزء السفلي قاعدة كروية تحتوي على الماء والجزء العلوي من الزئبق يحتوي على القهوة. تسخن المياه باستخدام الموقد للجزء السفلي لكي يغلي المياه الدافئة إلى (حرارة 85 درجة مئوية) ويتصاعد البخار إلى الجزء العلوي عن طريق أنبوب من الزئبق ويمتزج مع القهوة، وفي هذا الوقت يتم إطفاء الموقد لكي تنخفض حرارة الماء الذي ضخ من قبل انبوب سفلي، إلى أنبوب زئبق الذي وضع فوقه قطعة قماش سميك من اجل الترشيح.
قُدمت جائزة براءة اختراع من قبل جان ريتشارد الفرنسية في عام 1837م إلى loeff الألماني. ونجحت العديد من الاختراع المختلفة المحسنة. على سبيل المثال: (لويس فرانسوا بوولنجر (فرنسا، 1835) ادمون-ماري-جوزيف بونات تحت اسم atmodepe-infusor (فرنسا، 1836) Mority Platow وJames Vardy (إنجلترا، 1839) Vassieux (فرنسا، 1841). وظهر في عام 1915م زجاج البورسليكات (borosilicate) ومنذ ذك الحين بدا التحسن في (نوع Pyrex).

#### التطور
اخترع لويس غابت جهاز سيفون بندول في عام 1844م. يتكون من جزئيين (سيراميك للماء وزجاج للقهوة) ينتقل الماء من انبوب لأخر بواسطة تأثير السيفون، عندما ينتقل الماء من الوعاء الأول إلى الوعاء الثاني يزيد وزنه يؤدي إلى انطفاء الموقد تلقائيًا عن البندول. تم تطوير نظام مماثل له في نفس الوقت من قبل سكوت جميس نابير Scot James Napier)) هو مهندس بحري ومخترع عظيم، يختلف عن النظام السابق لعدم توفر الية لإطفاء النار، واستخدم هذا النظام في بريطانيا العظمى، وسترتقي آلة القهوة في الولايات المتحدة. قام وليام إديسون (Edson) بتحسين النظام في عام 1866م عن طريق بناء آلة قهوة من قطعة واحدة، قريبة من الات الايطالية. التي تتكون من مخزن علوي وسفلي متصلة بأنبوب، عندما تكون تحت تأثير الحرارة يرتفع الماء من خلال الانبوب وعندما تقل الحرارة يرجع الماء إلى مكانه. تتميز ماكينة القهوة بأنها غير مكلفة ولا خطر منها عند شرب القهوة.سجل يوليوس بيتش (Julius Petsch) وستيفن بوينيتزكي (steven Buynitzky) براءة اختراع في عام 1868م على ماكينة القهوة هانوفر (Hanover) من نفس طراز إديسون؛ فيما عدا انه قلب المخزن العلوية. عندما يدخل الماء من الانبوب إلى المخزن تميل المقصورة بسبب شكلها غير المنتظم ويتم إطفاء النار ويتدفق الماء في الإبريق السفلي وعندما ينتهي الماء، سينقلب المخزن مرة أخرى وسيقوم بتفعيل الجرس للإشارة إلى أن القهوة جاهزة. كساد آلة القهوة (أو سيفون) نجحت في فرنسا مع ماكينة القهوة Hellem، والتي صنعت في ليون من قبل لويس مارتن من عام 1927 إلى 1978م. في بداية القرن الواحد والعشرين، قُسم السوق بين صانعي القهوة والإنجليزي كونا (الاسم إنجليزي) (والذي ظهر في عام 1910)، ومن الدنمارك مثل بودوم والنسخة اليابانية مثل هاريو أو التايوانية مثل ياما.

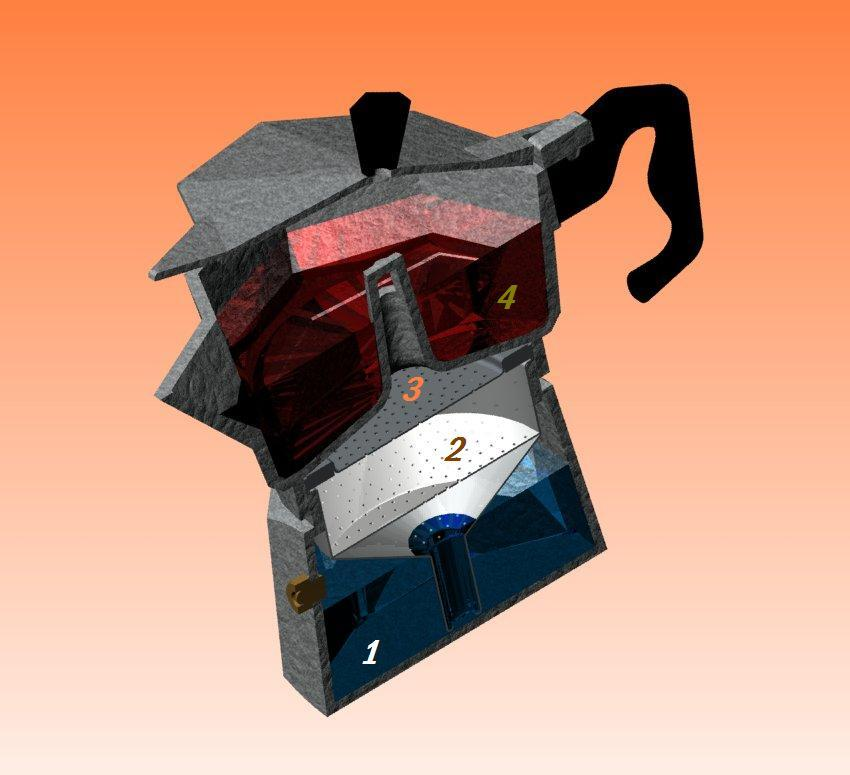
شكل الكأس: (1) انتظار غليان الماء. (2) القهوة عالقة بين شبكتين. (3) ترتفع القهوة بواسطة النار.(4) يصب الشراب في الوعاء.

### ماكينة القهوة الايطالية
ظهرت ماكينة القهوة الإيطالية أو موكا في عام 1895م ولا تزال تستخدم بكثره في وقتنا الحاضر، وتسمَّى راوُوق القهوة وهذه الماكينة القهوة مصنوعة من سبائك الألومنيوم أو الفولاذ المقاوم للصدأ والمعروفة باسم Bialetti. تعمل هذه الأجهزة على أي مصدر للحرارة وهي في بعض الأحيان متوافقة مع اللوحة الارشادية. بعض الموديلات لديها قدرة كهربائية متكاملة.

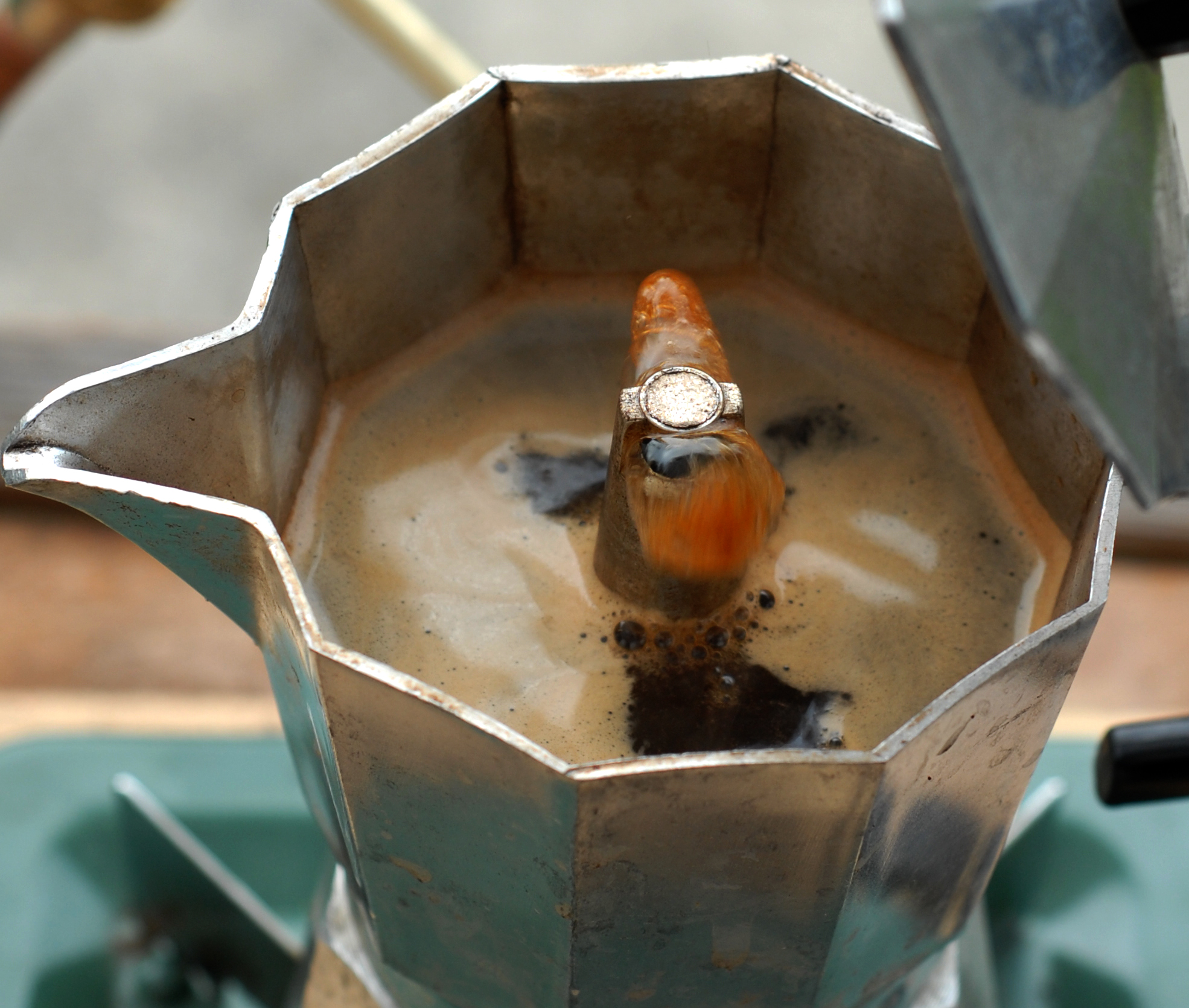
الغرفة العليا في ماكينة القهوة توصل القهوة عبر الأنبوب المركزي.

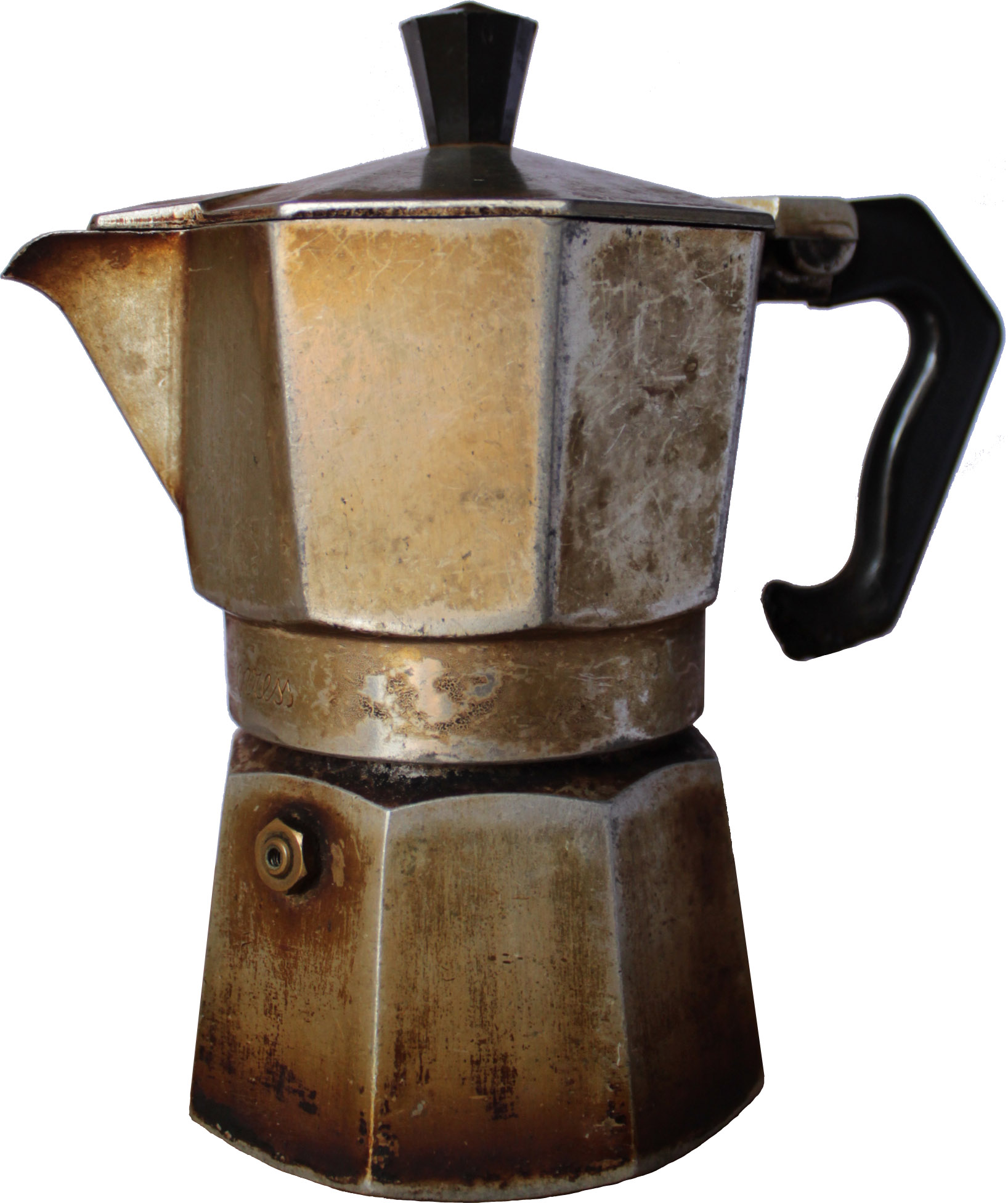
ماكينة القهوة من نوع الموكا أو الإيطااية.

### اختراع فلتر القهوة

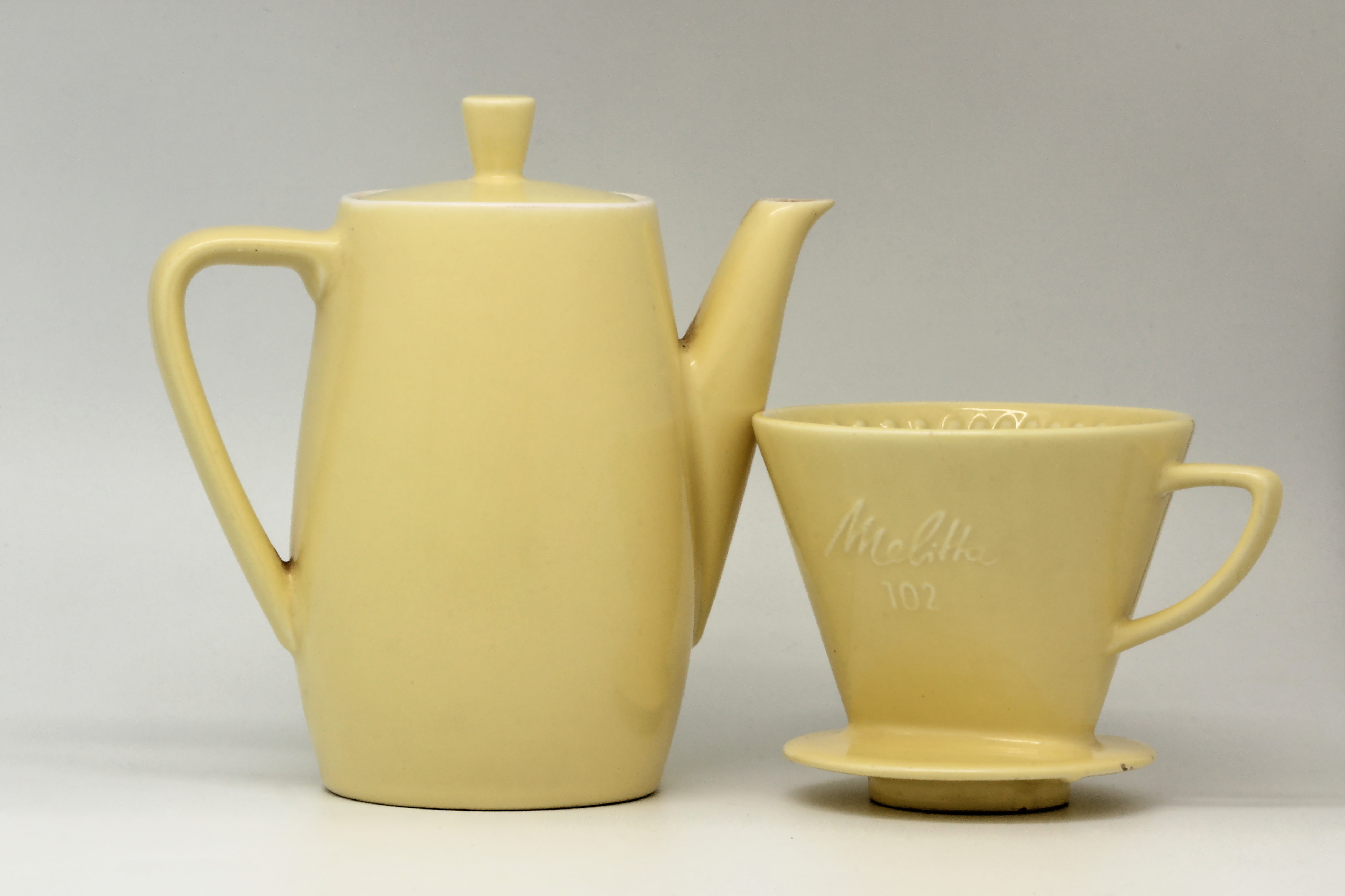
ماكينة القهوة ميليتا وحامل الفلتر.

اخترع فلتر القهوة في عام 1908م من قبل ميليتا بنتز الألمانية. احدثت ثورة في إعداد القهوة ويمكن صنع فلتر ماكينة القهوة من مواد مختلفة مثل البايركس أو المعدن أو الخزف أو الفخار. وعندما يصب الماء المغلي على مسحوق القهوة الموجود في الفلتر من الجزء العلوي من ماكينة القهوة. عندئذ، سيغمر المياه المغلي البن، وقبل أن تنزل القهوة في وعاء الزجاجي السفلي حيث تجمع القهوة فيها. تعتمد جودة المشروبات التي أُعدت على النحو التالي:
• جودة البن المستخدم.
•	المياه المستخدمة.
•	الفلتر.
•	حجم البن (كمية البن المستخدم).
•	ماكينة القهوة المختارة.
المشروبات التي تم الحصول عليها هي حلوة إلى حد ما. وهذه ليست القهوة التي يفضلها عُشاق القهوة الإيطالية، ولكن ماكينة القهوة هذه يمكنها تحضير كمية كبيرة من القهوة بسرعة ودفعة واحدة.

### ماكينة نابوليتيان للقهوة (napolitaine)
تعتمد ماكينة القهوة (Neapolitan) على نفس مبدأ ماكينة القهوة الإيطالية. وفي الواقع هي عبارة عن آلة قهوة مفلترة موزونة: يتم تسخين الماء في اتجاه واحد، حيث يقوم البخار بترطيب القهوة المطحونة، ثم يُشغل كل شيء وتمر المياه على القهوة بواسطة الاتزان.

### ماكينة القهوة الروسية
تعمل ماكينة القهوة الروسية على نقيض ماكينة القهوة نابوليتيان. وغالبا ما يطلق عليه «صانع القهوة هزاز» بسبب شكله العام. وتتكون من جزئيين يفصل بينهما مرشح، ويتم تثبيتها على محور. يتم تسخين الماء في أحد الجزئيين ثم يميل نحو الآخر يعبر من فوق البن. ومن المرجح أن يعود تاريخ اختراعه إلى القرن التاسع عشر بسبب مظهره المماثل لتلك الخاصة بالغلايات المعدنية الروسية (الساموفار).

### ماكينة القهوة التركية والعربية
يُسمى ابريق القهوة التركية باسم سيزف«cezve» وهو عبارة عن وعاء للقهوة يتميز بمقبض طويل على اليمين ووعاء دائري صغير في القاع. يترك ابريق القهوة على النار مع الخليط المتكون من الماء والبن والسكر ليغلي. اما بالنسبة لابريق القهوة الروسية، فتترك القهوة تحت نار باردة لبضع دقائق، وتكرار هذه العملية لتسخين الإبريق من ثلاث إلى خمس مرات، والناتج هو الحصول على قهوة سوداء جدا ومركزة.

### ماكينة القهوة الاثيوبية

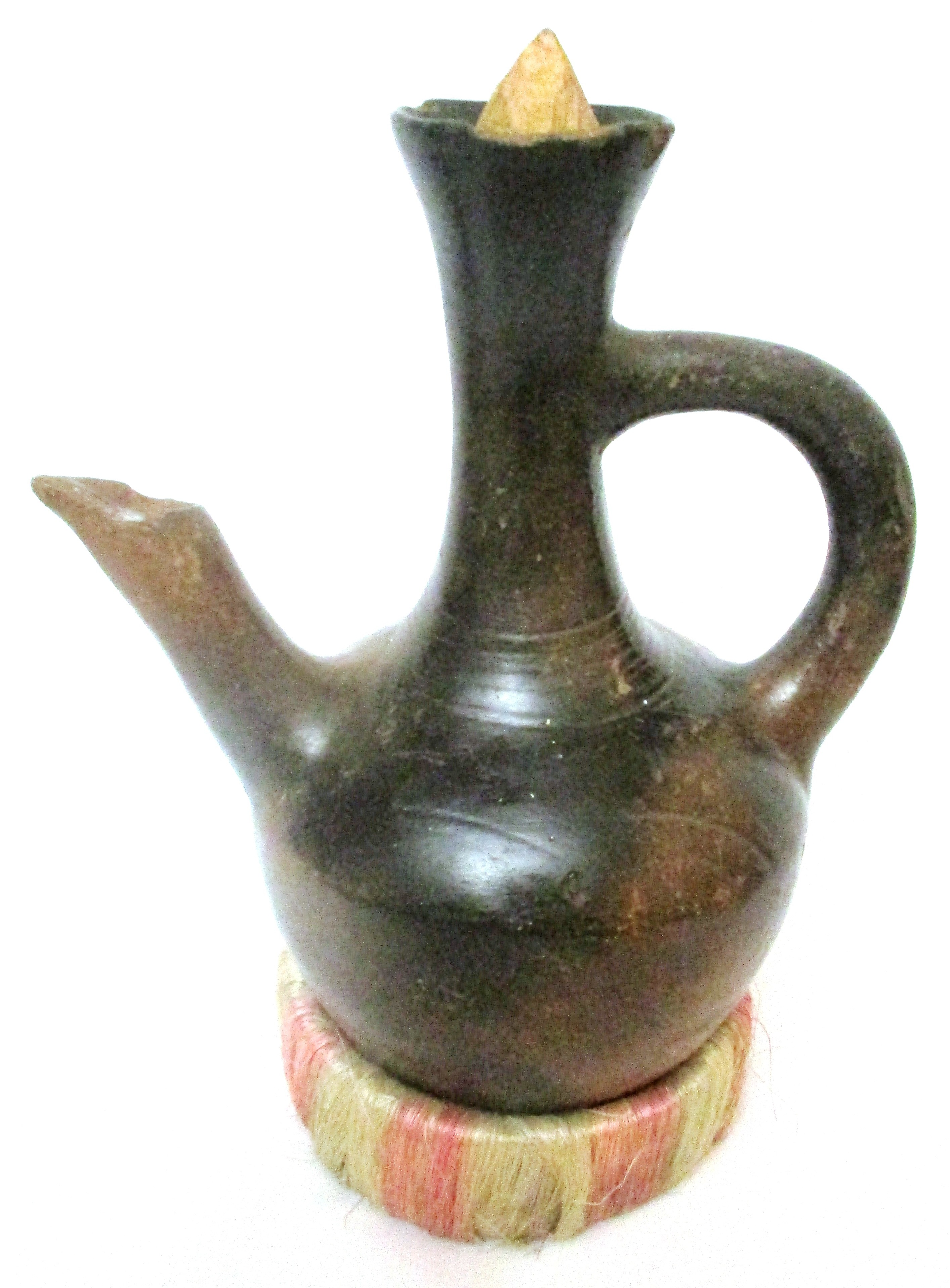
جابانا ماكينة قهوة أثيوبية

يسمى ابريق القهوة الاثيوبية ب جابانا. يخلط مسحوق القهوة بالماء وتترك على النار لتغلي (يكون ابريق القهوة من خزف أو فخار)، وبالتالي فإن الشراب مماثل قهوة التركية.

### مكبس ماكينة القهوة
يعرف مكبس ماكينة القهوة باسم ماكينة القهوة الفرنسية والتي مصدرها من المملكة المتحدة، عادة ما تكون مصنوعة من زجاج ومعدن، ولكن نركز في هذه الآلة على المكبس، والفلتر متكون من قرص صلب من المعدن مليء بالثقوب. بعد ما تضع القهوة في أسفل الإبريق، يصب الماء المغلي عليه ويترك مدة دقيقتين. وعلى محضر القهوة أن يضغط على الخليط ليصبح سائل ويفضل عدم وصول الفلتر إلى القاع الاخير من الإبريق.

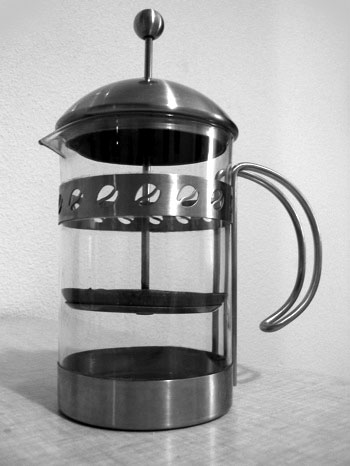
مكبس ماكينة القهوة

### ماكينة الاسبيرسو
أصول آلة اسبريسو إيطالية وظهرت في نهاية القرن التاسع عشر. اخترعت وحصلت على براءة اختراع في عام 1884م من قبل المهندس تورني انجلوا موريوندوا Turiny Angelo Moriondo)). تم تحسين براءة الاختراع من قبل لويجي بيزيرا (Luigi Bezzera) في عام 1901م، وفي وقت لاحق بيعت ماكينة القهوة إلى مؤسس La Pavoni ومالك المؤسسة هو Desiderio Pavoni في عام 1905م. طورت من قبل Achille Gaggia في عام 1946م. تستخدم ماكينة الاسبيرسو مبدأ الترشيح ذات ضعط عالي، تحمل المياه المتدافعة البن الناعم إلى الفلتر المعدني.

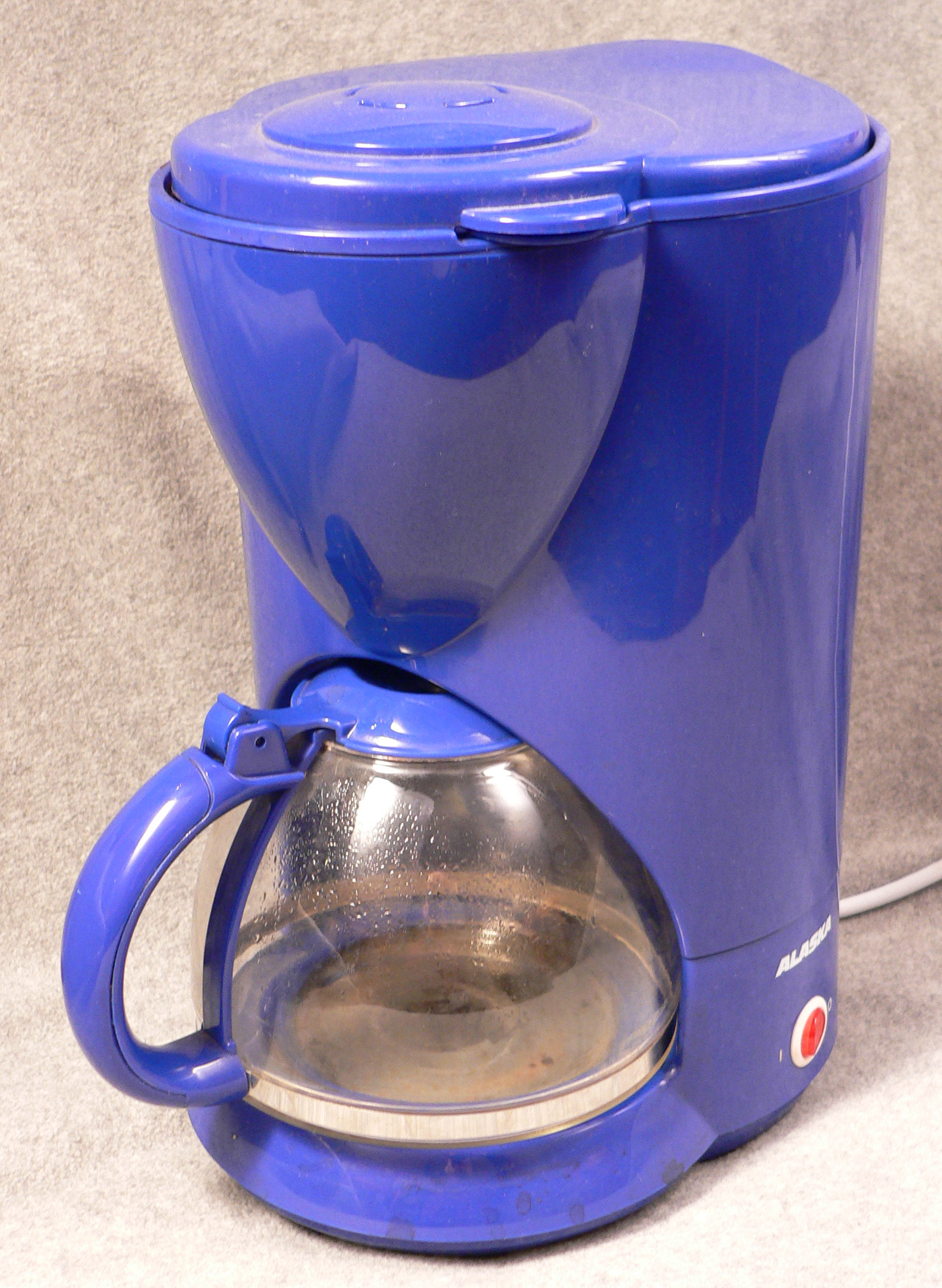
ماكينة آلية مفلترة

### ماكينة القهوة الحديثة
قد بدء العمل على أول ماكينة آلية مفلترة باسم السيد قهوة (mr..coffe) في عام 1972م. تحتوي الماكينة الآلية على وعائيين الأول للتقطير والثاني للتسخين وغرفة لتسخين الماء بواسطة سخانات كهربائية. وايضا تحفظ بالقهوة دافئة في الإبريق ويمكن تسخينها مرة أخرى.

## ايضًا

### مقالات ذات صلة
- قهوة
- قهوة إسبريسو
- قهوة تركية
- قهوة مختصة